# Professeur Hubert Farnsworth
Le Professeur Hubert J. Farnsworth est un personnage fictif de la série télévisée animée Futurama.
Le nom a été choisi en référence à Philo Farnsworth, un inventeur génial et autodidacte, issu d'un milieu très modeste que les américains considèrent comme le véritable inventeur de la télévision (alors que les Anglais citent plus volontiers John Logie Baird).

## Biographie
Il est né en prison, et est notamment le petit-neveu (x30 et x32) de Fry. C'est un très grand scientifique, qui a reçu un prix Nobel. Il a également un clone, Cubert Farnsworth, destiné à prendre sa suite.
Le Professeur vit le jour le 9 avril 2841 (S01e08) dans un quartier insalubre du New New York surnommé « Labo de l'enfer ». Il doit donc avoir 149 ans, mais dans un épisode on apprend qu'il a en fait plus de 160 ans (âge limite sur terre), et dans l'épisode "Un sacré coup de jeune" (S05E09), il prendra quelques années supplémentaires. Donc dans la saison 7 il doit avoir environ 175 ans.
Enfant précoce, il a appris à lire alors qu'il portait encore des couches (vers l'âge de 8 ans). À l'adolescence, il mouille encore son lit mais ses parents sont là pour l'assister et le réveiller au cas où ça dégénèrerait. Mais plus le temps passait, plus il devenait cinglé, et après avoir essayé de fuguer son chez-soi, ses parents décidèrent de l'envoyer dans un établissement psychiatrique. De là, il acquit une bourse d'études à l'université, mais après 25 ans d'internement il préféra aller étudier à la faculté, âgé approximativement de 42 ans. Après 14 ans d'études à la faculté (56 ans), il connut la vie effrénée des scientifiques. Voitures rapides, boîtes branchées, femmes splendides, le professeur inventa tout cela en travaillant sans relâche dans son minuscule studio-laboratoire. Les 40 années suivantes (jusqu'à ses 100 ans, environ) il fut employé par la compagnie robotique de M'man où il créa le premier robot capable de faire des affaires dans le négoce de bateaux. le professeur Farnsworth a rencontré Zoidberg en l'an 2927 (il avait alors 86 ans), lorsque la troupe de M'man devait aller chercher le venin d'un extra-terrestre sur une planète lointaine pour en faire une arme bactériologique. En effet, le docteur les accompagnaient pour étriper la bête et la vider de son poison. C'est vers l'an 2960 qu'il crée "Planet Express", sa compagnie de livraison, juste après avoir quitté les corporations M'man. 
Actuellement, il enseigne à l'université martienne, tout comme son plus grand ennemi et ancien élève, le professeur Wernstrum. 
 
Il enseigne les mathématiques du champ quantique des particules, car avec un nom pareil aucun élève n'ose choisir cette matière. Néanmoins, il a sous ses ordres une jeune étudiante stagiaire, Amy Wong, qu'il a choisi car elle est du même groupe sanguin que lui. Dans un épisode, il recommande d'ailleurs à Leela de lui "rapporter son sang" si la jeune fille venait à mourir. (S01E02)
Pour financer ses recherches, il a créé une entreprise de livraison, Planet Express, qui se targue de pouvoir livrer n'importe quel colis n'importe où en un temps record, quitte à mettre en danger la vie des livreurs. D'ailleurs, le slogan donne bien le ton : « Planet Express, nos employés sont remplaçables, pas vos colis ». (S01E02)
Dans l'épisode 4 de la saison 6, on apprend que le professeur est robosexuel.
Note supplémentaire: il a un petit frère qui s'appelle Floyd saison 7 épisode 10 à la fin. Apparemment Bender l'aurait connu mais Fry l'interrompt pendant qu'il tente d'en parler.

## Équipages
Le professeur eut plusieurs équipages pour sa compagnie "Planet Express", dont 3 sont connus. 
1.  Vers 2960 (premier équipage): 
- Candy "la reine du manche", pilote en chef
- Elevator, chariot élévator bien carrossé indestructible
- Lando Toqueur "n'ayant aucun talent particulier", capitaine
- Docteur Zoidberg, médecin.

Ils ont disparu dès leur première livraison dans le Tétraèdre des bermudes, mangés par une baleine de l'espace. Seul Zoïdberg put s'en sortir grâce au module de sauvetage. Puis, vers 3010, ils furent sauvés par le nouvel équipage. 

2.  Vers 2962 
Un équipage dont les noms ne sont pas mentionnés. Nous savons toutefois qu'ils ont tous finis dans une ruche de l'espace, tués par les abeilles géantes. 

3. 1er janvier 3000
L'équipage principal de la série Futurama. 
- Turanga Leela, pilote en chef.
- Philip J. Fry, livreur.
- Bender Tordeur Rodríguez, robot à tout faire.
- Amy Wong, assistante étudiante.
- Docteur Zoidberg, médecin.

## Inventions
Le Professeur Farnsworth est également un très grand inventeur. Parmi ses plus grandes inventions, on compte :
- Odoroscope (flairoscope) : Télescope créé par le Professeur qui au lieu de voir permet de sentir des choses dans l'espace.
- Machine à cloner : Invention à saveur démoniaque qui permet de cloner les gens grâce à l'énergie du centre de la Terre (elle crée notamment le propre clone du professeur) et aurait dû servir à cloner le chien fossilisé de Fry, retrouvé dans l'ancien Manhattan)
- Robot qui consomme de la boisson (en pratique tous les robots non obsolètes de l'univers de Futurama fonctionnant sur ce système, il est le père de tous les robots de l'univers de Futurama) : Créé lorsqu'il faisait partie de la société de M'man alors qu'il en était amoureux,
- Le vaisseau de Planet Express : Conçu par le professeur pour lancer sa compagnie.
- Micro-ondes à évaluation scientifique : Conçu pour déterminer la nature des choses.
- Visodoigt : Gant doté d'une rallonge au niveau de l'index.
- Scanner d'âge ou Compteur de vie : Scanner qui détermine l'âge des gens (avec une marge d'erreur de quelques secondes ...), mais surtout le temps qu'il leur reste à vivre.
- Le système de propulsion du vaisseau de livraison.
- Ordimagineur : qui est capable d'imaginer une situation demandée qui aurait pu être réelle avec un taux de réussite de 10 %.
- Coolomètre   : permet de voir qui est cool et qui ne l'est pas et donne le résultat en "mégafonzie" (quand le professeur le pointe sur Zoïdberg le niveau est au plus bas et lorsqu'il le pointe sur Cubert et Dwight il est au maximum, "l'aiguille dépass[ant] largement les 40 mégafonzie").
- Une machine à fabriquer des nez phosphorescents (elle produit de nombreux déchets toxiques et permet également d'analyser la composition et la qualité des feuilles de papier).
- Traducteur universel : traduit n'importe quelle langue en une langue morte... (en français dans la V.O. et en Allemand dans la V.F.)
- Une machine capable de reconnaître les parents à partir d'un échantillon d'ADN.
- Cutty MacQuiskers  : Une peluche qui projette un arc en ciel quand on la caresse, plus tard transformée en machine de guerre à rayons laser par M'man.
- Un siège monté sur jambes robotiques pour partir en randonnée.
- Dans le film Bender's game le professeur crée accidentellement, un cristal d'énergie qui procure à la matière noire ses propriétés de carburant surpuissant mais aussi un Anticristal qui détruirait le cristal d'énergie en fusionnant avec lui. On peut noter que le cristal d'énergie est rouge tandis que l'Anticristal est de couleur noire  et que Dwight Conrad et Cubert Farnsworth s'en servent de dé ; l'Anticristal ressemble à un dodécaèdre (un dé à 12 faces). L'existence de ce cristal d'énergie permet à la « matière obscure », le carburant de tous les vaisseaux spatiaux de Futurama, de fonctionner dans tout l'univers. Ainsi, sa destruction par fusion avec l'Anticristal entraîne l'impossibilité d'utiliser la matière obscure.
- Un compteur de malheur.
- Une machine faisant deux copies d'un objet mais plus petites que celui-ci.
- une machine d'échange de corps: le Professeur et Amy échangent leur corps mais après avoir échangé une fois, ils ne peuvent plus ré-échanger. Bender s'en sert pour essayer de voler la couronne de l'empereur Nikolai de Robo-Hongrie
- La machine à avancer dans le temps, dans l'épisode Retour vers ls futurs, le professeur veut tester sa nouvelle machine avec Bender et Fry, mais il glisse causant une erreur puisque les 3 personnages se retrouvent en l'an 10,000.
- La machine à remonter dans le temps, dans En attendant..., le professeur fabrique un nouvel outil dans le but de remonter 10 secondes en arrière, un sérieux outil qui attire Fry.